# (4442) Garcia
(4442) Garcia est un astéroïde de la ceinture principale.

## Description
(4442) Garcia est un astéroïde de la ceinture principale. Il fut découvert le 14 septembre 1985 à Kitt Peak par le projet Spacewatch. Il présente une orbite caractérisée par un demi-grand axe de 3,01 UA, une excentricité de 0,24 et une inclinaison de 15,1° par rapport à l'écliptique.

## Compléments